# Petrůvka
Petrůvka – gmina w Czechach, w powiecie Zlín, w kraju zlińskim. Według danych z dnia 1 stycznia 2012 liczyła 324 mieszkańców.
W latach 1980–1998 część miasta Slavičín.